# I talismani di Shannara
I talismani di Shannara è un romanzo fantasy del 1993 scritto da Terry Brooks quarto libro della tetralogia Il ciclo degli Eredi di Shannara. È stato pubblicato in italiano nello stesso anno.

## Trama
Gli Elfi sono tornati alle Quattro Terre. Paranor è tornata nel mondo dei mortali. Walker Boh ha ereditato i poteri di Allanon ed ora è l'ultimo dei Druidi. La Spada di Shannara è stata ritrovata. Ma restano gli Ombrati. Rimmer Dall cerca di impedire a tutti i costi che Par, Wren e Walker si riuniscano.
Rimmer Dall permette che Coll fugga da Sentinella del Sud e si appropri del Mirrorshroud, sperando che Coll conduca poi Par da lui. Per tenere occupato Walker Boh, Rimmer Dall manda i Quattro Cavalieri ad assediare Paranor: Morte, Pestilenza, Carestia e Guerra. Infine, per spazzare via gli Elfi dopo il loro ritorno alle Quattro Terre, Rimmer Dall invia a Ovest l'esercito della Federazione rafforzato da Ombrati e Serpidi. Un Ombrato in particolare, Tib Arne con il suo lanario da guerra, perfetto contraltare negativo di Tiger Ty, dovrà occuparsi di rapire la regina.
La vicenda di Par e Coll Ohmsford
Par viene trovato da Padishar Creel in uno dei rifugi di Tyrsis; i due collaborano per liberare Damson Rhee ma Padishar viene catturato a sua volta. Damson e Par fuggono da Tyrsis e poi si separano: Par va alla ricerca del fratello mentre Damson si dedica alla ricerca dei Nati liberi per liberare Padishar.
Coll Ohmsford è vivo e sotto l'influsso negativo del Mirrorshroud che quasi lo trasforma in un Ombrato. Par e Coll si inseguono vicendevolmente. Coll sottrae a Par lo Skree di Damson Rhee e in una lotta successiva, quando finalmente Par riesce a raggiungere Coll, il potere della Spada di Shannara si rivela. Paradossalmente, non è Par a risvegliare il potere della Spada, ma Coll a cui la Spada pare essere destinata nonostante il compito di recuperarla fosse stato dato a Par.
Par intanto è sempre più spaventato dalla trasformazione della magia della sua canzone. 
Un attacco degli Ombrati capeggiato da Rimmer Dall in persona separa nuovamente i due fratelli: Coll e la spada vengono salvati dal re del fiume argento mentre Par scatena la sua magia e viene poi catturato da Rimmer Dall e portato a Sentinella del Sud. Lì Rimmer Dall ha di nuovo l'occasione di tessere la sua tela per convincere Par di essere un Ombrato e per accaparrarsi la sua magia. 
La vicenda di Walker Boh
Aiutato da Cogline, Walker completa la sua trasformazione in Druido accogliendo dentro di sé lo spirito di Allanon e gli insegnamenti dei Druidi antichi. Per sbarazzarsi dei Quattro Cavalieri, Walker fa sì di farli scontrare uno contro l'altro per poi finirli definitivamente. Morte riesce a sfuggire alla trappola di Walker e sta quasi per sopraffarlo, quando Cogline interviene e salva la vita di Walker sacrificandosi al suo posto sapendo che il suo destino terreno è compiuto. Walker seppellisce Cogline nel bosco sotto Paranor poi - dopo aver conferito in sogno con Allanon - sigilla la fortezza e si mette in cerca dei cugini.
La vicenda di Wren
Wren riesce pian piano a farsi accettare dal primo ministro e da tutti i membri del consiglio degli Elfi. Alcuni Cavalieri Alati si stabiliscono a Arborlon agli ordini diretti di Wren. Avvistato l'esercito della Federazione, Wren riesce a convincere il consiglio ad adottare tecniche di guerriglia per posticipare il più possibile lo scontro campale in campo aperto in attesa che l'esercito si prepari adeguatamente e che Tyger Ty - inviato come messaggero ai Troll e ai Nati Liberi - torni con i rinforzi.
Durante una ricognizione, Tib Arne e il lanario uccidono il cavaliere alato e il Roc assegnati a Wren da Tyger Ty e rapiscono Wren. Tib Arne consegna Wren e le Pietre Magiche ai Cercatori perché li conducano a Sentinella del Sud a bordo di un carro.
La vicenda di Morgan Leah
Morgan, dopo essersi separato da Walker Boh alla fine del secondo libro, cerca di riunirsi ai Nati Liberi. A Varfleet incontra Matty Roh, una ragazza che gestisce una locanda e - sotto copertura - mantiene i contatti con i ribelli. Matty e Morgan giungono al covo dei ribelli e orchestrano un piano per liberare Padishar Creel, altrimenti condannato a morte. Sventate le trappole della Federazione e grazie all'aiuto di Talpa, Padishar viene liberato. 
Alla ricerca di Par, il gruppetto è costretto a dividersi perché lo Skree dà un segnale ambiguo .. infatti l'altra metà dell'oggetto è in mano a Coll mentre Par è a Sentinella del Sud. Morgan si ferma su un'altura da cui controlla l'ingresso a Sentinella del Sud mentre le due ragazze continuano l'esplorazione nella direzione opposta.
Epilogo
Morgan avvista il carro dove Wren è tenuta prigioniera e lo attacca, convinto però che il prigioniero fosse Par. 
Wren rivela a Morgan tutto quello che ha scoperto sul conto degli Ombrati, ossia che sono Elfi corrotti dalla magia antica così come secoli prima era successo alle Mortombre. Tornando a perdifiato verso Ovest, Wren viene trovata contemporaneamente da Tib Arne e da Tyger Ty. 
Mentre gli Elfi guidati da Wren affrontano l'esercito della Federazione con il supporto dei Nati Liberi e dei Troll, Walker, Par, Coll, Damson Rhee, Matty Roh e Morgan Leah si ritrovano. Messe insieme le conoscenze apprese, si dirigono verso Sentinella del Sud, il quartier generale degli Ombrati, da cui questi risucchiano il potere vitale della Terra. È qui che insieme riusciranno a sconfiggere il capo degli Ombrati e a liberare la magia incatenata distruggendo Sentinella del Sud e liberando le Quattro Terre dalla minaccia degli Ombrati.

## Personaggi principali
- Par Ohmsford
- Coll Ohmsford
- Walker Boh
- Wren Elessedil
- Padishar Creel
- Rimmer Dall

## Edizioni
- Terry Brooks, I Talismani di Shannara, traduzione di Delio Zinoni, collana Oscar Mondadori, Arnoldo Mondadori Editore, 1997,  p. 467, ISBN 88-04-39987-2.